# كولتون شميت
كولتون شميت (بالإنجليزية: Colton Schmidt)‏ هو لاعب كرة قدم أمريكية أمريكي، ولد في 27 أكتوبر 1990 في بيكرسفيلد في الولايات المتحدة.

## وصلات خارجية
- كولتون شميت على موقع مرجع كرة القدم المحترفة.كوم (الإنجليزية)